# Suris
Suris (Suris en occitan) est une commune du Sud-Ouest de la France, située dans le département de la Charente (région Nouvelle-Aquitaine). Depuis le 1er janvier 2019, elle est une commune déléguée de Terres-de-Haute-Charente.
Ses habitants sont les Surisiens et les Surisiennes.

## Géographie

### Localisation et accès
Suris est une commune de la partie orientale de la Charente qu'on appelle Charente limousine, située à 7 km au sud-ouest de Chabanais et 44 km au nord-est d'Angoulême.
Elle est aussi à 6 km au sud-est de Roumazières-Loubert, 19 km au sud de Confolens et 48 km à l'ouest de Limoges.
La commune est située à l'extrémité sud-ouest du canton de Chabanais, au sud de La Péruse où passe la route nationale 141 d'Angoulême à Limoges, à 3 km du bourg.
La commune de Suris est desservie par plusieurs petites routes départementales. La D.52, D.161, D.164 et D.165 se croisent au bourg et relie celui-ci aux communes voisines. La D.16, route de Montmoreau à Confolens par Montembœuf et La Péruse passe dans le nord-ouest de la commune à 2 km du bourg.
La gare la plus proche est celle de Roumazières ou de Chabanais, desservie par des TER à destination d'Angoulême et de Limoges.

### Hameaux et lieux-dits
La commune possède de nombreux hameaux. On peut citer Fougerat, le Mas Chenet, chez Rassat, Montazaud, Bordas, l'Ogerie, chez Chabernaud, la Valade, le Chambon, etc.

### Communes limitrophes
| Roumazières-Loubert (Terres-de-Haute-Charente) | La Péruse       | Exideuil-sur-Vienne        |
| Genouillac (Terres-de-Haute-Charente)          | Suris           | Saint-Quentin-sur-Charente |
|                                                | Lésignac-Durand |                            |

### Géologie et relief
Comme toute la partie nord-est du département de la Charente qu'on appelle la Charente limousine, la commune se trouve sur le plateau du Limousin, partie occidentale du Massif central, composé de roches cristallines et métamorphiques, relique de la chaîne hercynienne.
La roche est principalement du gneiss. Quelques filons de microgranite orientés nord-sud strient ce massif,,
.
La commune se trouve aussi sur le bord occidental du cratère de la météorite de Rochechouart.
Le relief est celui de la Charente limousine : assez élevé par rapport au reste du département, mais bas par rapport au reste du Massif central. Les vallées sont en V, et les hauteurs sont dans les 230 m d'altitude, et le fond de vallée de la Charente est à 190 m d'altitude. Le bourg de Suris est à 200 m d'altitude sur le flanc nord-est, rive droite, de la vallée de la Charente qui coule à son pied.
Le point culminant de la commune, 265 m, est situé au sud de la commune en limite de Lésignac au carrefour de Bellevue. Le point le plus bas, 182 m est situé au nord de la commune le long de la Charente au Maschenet au pied de La Péruse et du château de Peyras.

### Hydrographie
La Charente traverse la commune du sud au nord. Elle se présente encore sous la forme d'un torrent, qui a reçu sur sa rive gauche la Moulde qui passe par Lésignac-Durand. Sa vallée est assez encaissée et des prés en tapissent le fond et ses flancs. Le confluent avec la Moulde se situe au Chambon, à 500 m au sud du bourg.

### Climat
Le climat est océanique dégradé. C'est celui de la Charente limousine, plus humide et plus frais que celui du reste du département.

## Toponymie
Une forme ancienne est Suris (non datée, Moyen Âge).
L'origine du nom de Suris est obscure, mais remonterait peut-être à un nom de personne gallo-romain Severius ou Surius, ce qui correspondrait à Surius fundus, « domaine de Surius »,.

### Dialecte
La commune est dans la partie occitane de la Charente qui en occupe le tiers oriental, et le dialecte est limousin. 
Elle se nomme Suris en occitan.

## Histoire

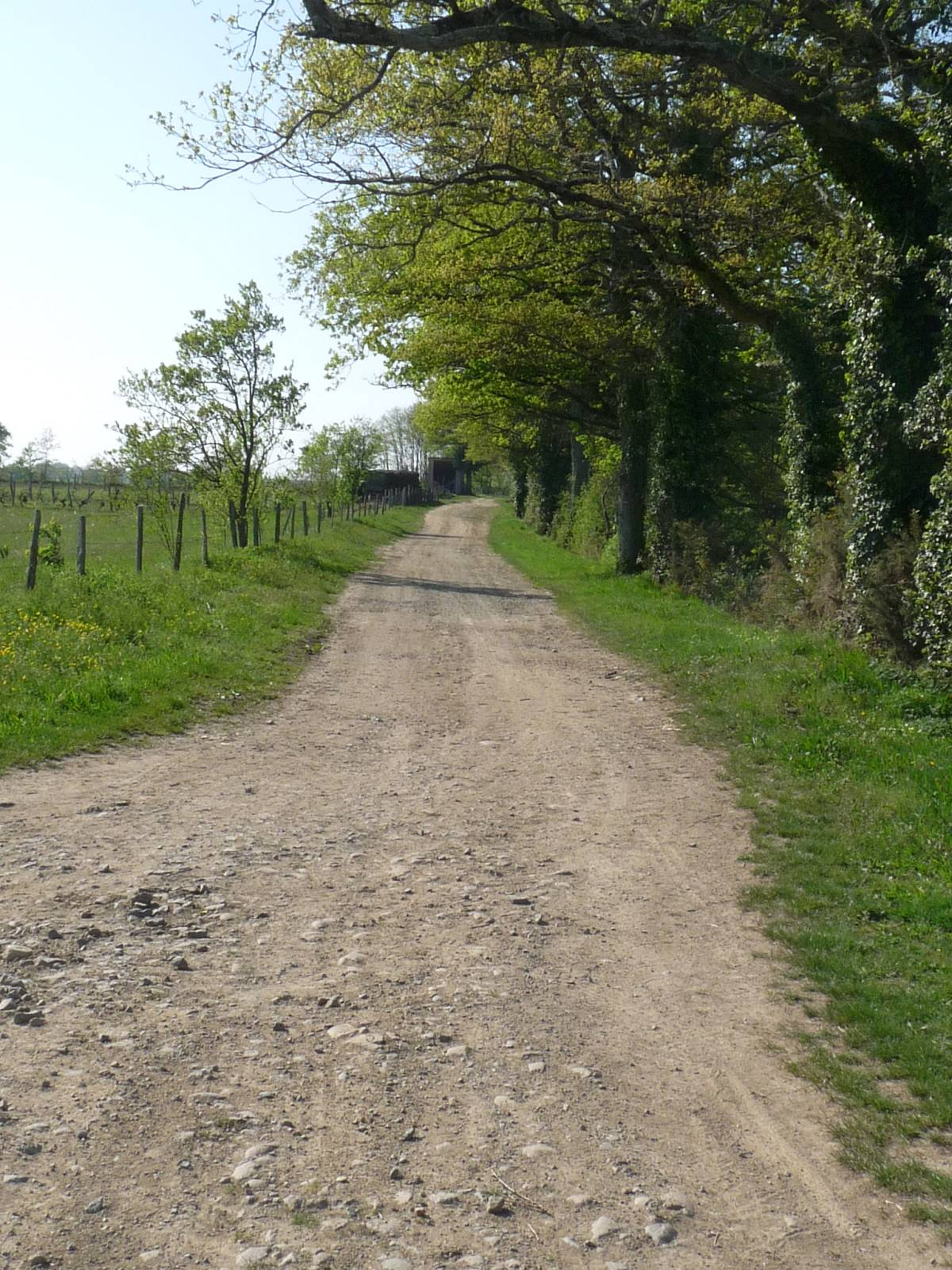
L'ancienne voie romaine en limite de la commune d'Exideuil

Suris était située à un carrefour de deux anciennes voies romaines.
La voie romaine de Saintes à Lyon, ou voie d'Agrippa, qui passait par Saint-Cybardeaux, Montignac et Chassenon passait au nord et à l'est du bourg sur la crête qui fait la ligne de partage des eaux. Elle traversait la Charente à l'ouest en direction de Mazières.
Le tronçon de cette voie passant dans la commune était aussi commun à une autre voie antique, nord-sud celle-ci, et qui allait de Périgueux à Poitiers vraisemblablement par Charroux et appelée ailleurs Chemin ferré. Cette voie, longeant la ligne de partage des eaux, passait par Videix (Saint-Gervais) au sud et continuait par La Péruse au nord. Les deux voies se rejoignaient au nord du bourg près du lieu-dit cadastral les Chaussades et restaient confondues vers le sud-est jusqu'à Saint-Quentin,.
Quelques vestiges témoignent d'une occupation de l'époque romaine. À Béraudet un site important à tegulae a été trouvé avec fragments de marbre. Une structure semi-circulaire a aussi été interprétée comme un théâtre. Au sud-ouest de Béraudet, à la cote 256, les vestiges d'un édifice circulaire de 8 mètres de diamètre évoquent un mausolée sur la voie de Saintes.
Au confluent de la Charente et de la Moulde, on peut voir les vestiges presque disparus de l'ancien château de Chambon, qui a dû être le centre d'une seigneurie sous l'Ancien Régime.
Les plus anciens registres paroissiaux ne remontent qu'à 1743.
Au début du XXe siècle, des foires importantes pour le bétail se tenaient le 16 de chaque mois. En effet, la principale industrie était l'élevage porcin et bovin. L'élevage bovin a perduré.
Le 1er janvier 2019, elle fusionne avec Genouillac, Mazières, La Péruse et Roumazières-Loubert pour former la commune nouvelle de Terres-de-Haute-Charente dont la création est actée par un arrêté préfectoral du 28 septembre 2018.

## Administration

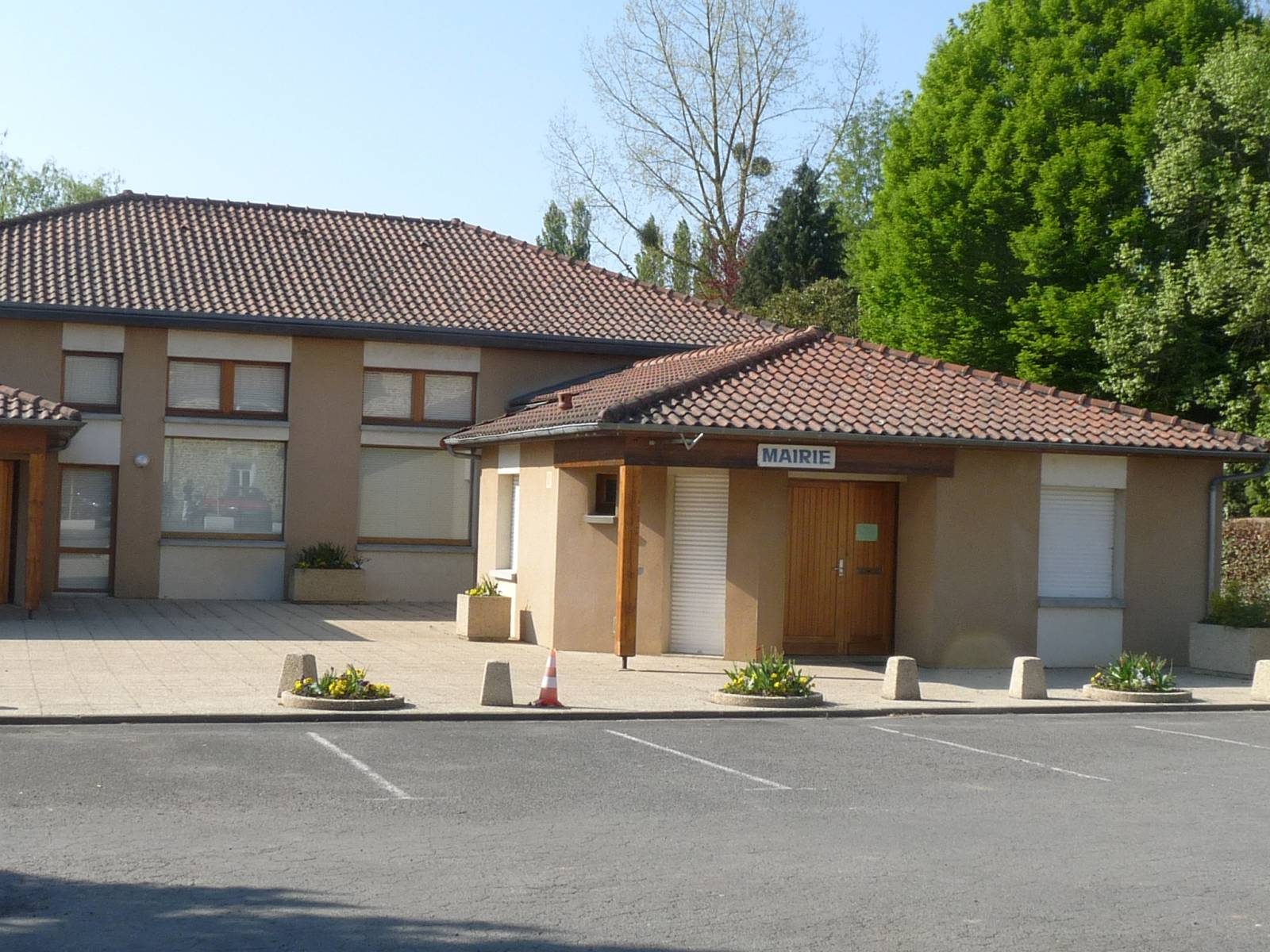
La mairie

| Période                                  | Période     | Identité          | Étiquette | Qualité              |
| ---------------------------------------- | ----------- | ----------------- | --------- | -------------------- |
| 1983                                     | 1989        | Roland Dupit      | SE        |                      |
| 1989                                     | 26 mai 2012 | Bernard Bourgault | SE        | Agriculteur retraité |
| juin 2012                                | En cours    | Jacques Dupit     | SE        |                      |
| Les données manquantes sont à compléter. |             |                   |           |                      |

## Démographie

### Évolution démographique
L'évolution du nombre d'habitants est connue à travers les recensements de la population effectués dans la commune depuis 1793. Pour les communes de moins de 10 000 habitants, une enquête de recensement portant sur toute la population est réalisée tous les cinq ans, les populations de référence des années intermédiaires étant quant à elles estimées par interpolation ou extrapolation. Pour la commune, le premier recensement exhaustif entrant dans le cadre du nouveau dispositif a été réalisé en 2004.

En 2016, la commune comptait 250 habitants, en évolution de −12,89 % par rapport à 2010 (Charente : −0,48 %, France hors Mayotte : +2,11 %).
| 1793 | 1800 | 1806 | 1821 | 1831 | 1841 | 1846 | 1851 | 1856 |
| ---- | ---- | ---- | ---- | ---- | ---- | ---- | ---- | ---- |
| 643  | 630  | 680  | 677  | 723  | 687  | 744  | 764  | 745  |

| 1861 | 1866 | 1872 | 1876 | 1881 | 1886 | 1891 | 1896 | 1901 |
| ---- | ---- | ---- | ---- | ---- | ---- | ---- | ---- | ---- |
| 700  | 678  | 657  | 620  | 616  | 631  | 643  | 660  | 610  |

| 1906 | 1911 | 1921 | 1926 | 1931 | 1936 | 1946 | 1954 | 1962 |
| ---- | ---- | ---- | ---- | ---- | ---- | ---- | ---- | ---- |
| 613  | 625  | 582  | 502  | 474  | 472  | 432  | 404  | 407  |

| 1968 | 1975 | 1982 | 1990 | 1999 | 2004 | 2006 | 2009 | 2014 |
| ---- | ---- | ---- | ---- | ---- | ---- | ---- | ---- | ---- |
| 365  | 329  | 311  | 285  | 272  | 275  | 273  | 279  | 253  |

| 2016 | - | - | - | - | - | - | - | - |
| ---- | - | - | - | - | - | - | - | - |
| 250  | - | - | - | - | - | - | - | - |

### Pyramide des âges
La répartition de la population de la commune par tranches d'âge est, en 2007, la suivante :
- 51,3 % d’hommes (0 à 14 ans = 17,5 %, 15 à 29 ans = 15,4 %, 30 à 44 ans = 17,5 %, 45 à 59 ans = 29,4 %, plus de 60 ans = 20,3 %) ;
- 48,7 % de femmes (0 à 14 ans = 14 %, 15 à 29 ans = 10,3 %, 30 à 44 ans = 24,3 %, 45 à 59 ans = 27,2 %, plus de 60 ans = 24,2 %).

La population de la commune est relativement âgée. Le taux de personnes d'un âge supérieur à 60 ans (22,2 %) est en effet supérieur au taux national (21,6 %) tout en étant toutefois inférieur au taux départemental (26,6 %).
Contrairement aux répartitions nationale et départementale, la population masculine de la commune est supérieure à la population féminine (51,3 % contre 48,4 % au niveau national et 48,5 % au niveau départemental).
| Hommes | Classe d’âge | Femmes |
| ------ | ------------ | ------ |
| 0,0    | 90 ans ou +  | 0,7    |
| 6,3    | 75 à 89 ans  | 11,0   |
| 14,0   | 60 à 74 ans  | 12,5   |
| 29,4   | 45 à 59 ans  | 27,2   |
| 17,5   | 30 à 44 ans  | 24,3   |
| 15,4   | 15 à 29 ans  | 10,3   |
| 17,5   | 0 à 14 ans   | 14,0   |

| Hommes | Classe d’âge | Femmes |
| ------ | ------------ | ------ |
| 0,5    | 90 ans ou +  | 1,6    |
| 8,2    | 75 à 89 ans  | 11,8   |
| 15,2   | 60 à 74 ans  | 15,8   |
| 22,3   | 45 à 59 ans  | 21,5   |
| 20,0   | 30 à 44 ans  | 19,2   |
| 16,7   | 15 à 29 ans  | 14,7   |
| 17,1   | 0 à 14 ans   | 15,4   |

## Économie

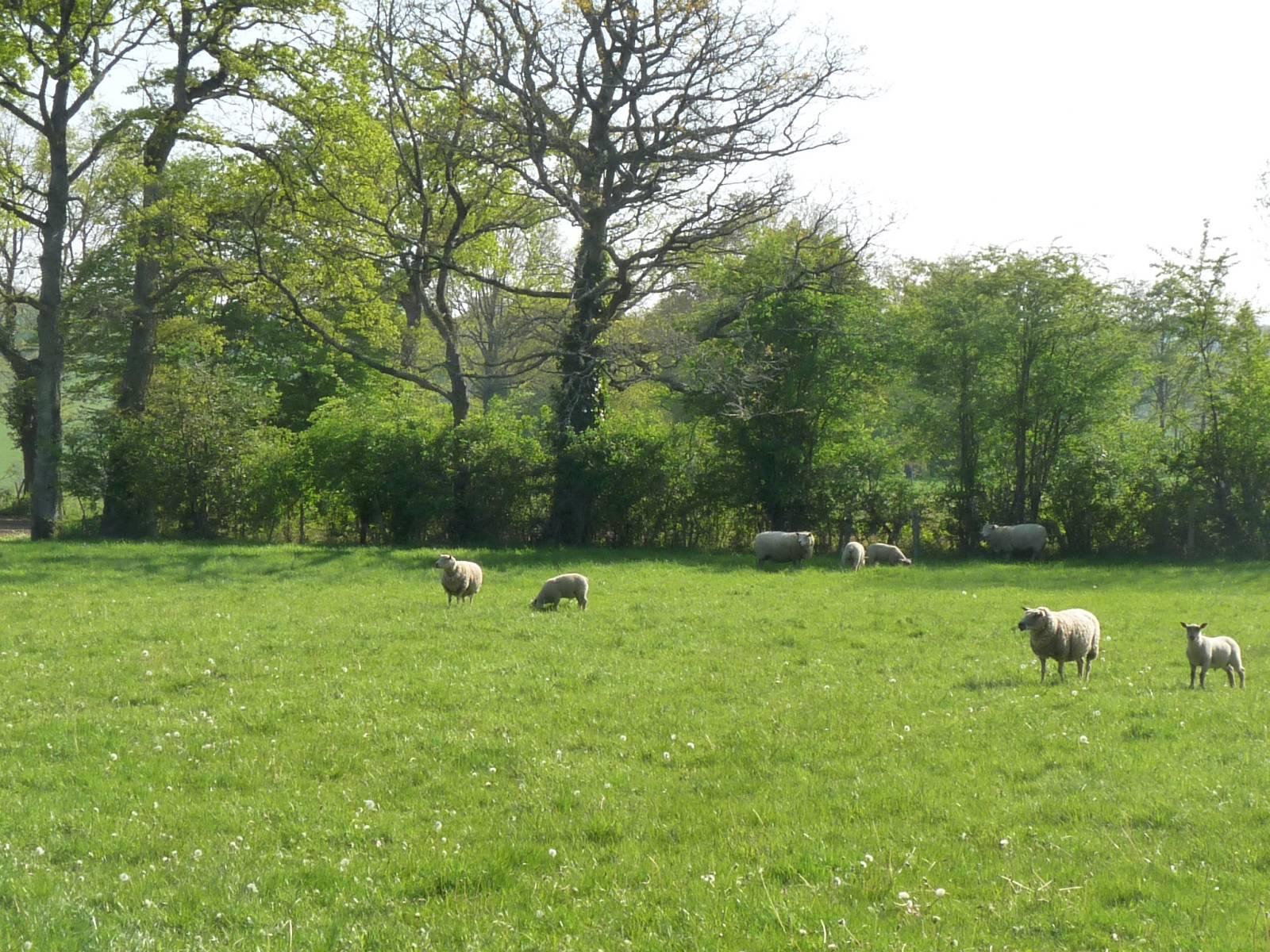
Prés et moutons

L'économie est principalement agricole, élevage bovin et ovin.

## Équipements, services et vie locale

### Enseignement
L'école est un RPI entre La Péruse, Saint-Quentin et Suris. Suris accueille l'école maternelle, située au bourg avec une seule classe, et La Péruse et Saint-Quentin les écoles élémentaires. Le secteur du collège est Chabanais.

## Lieux et monuments

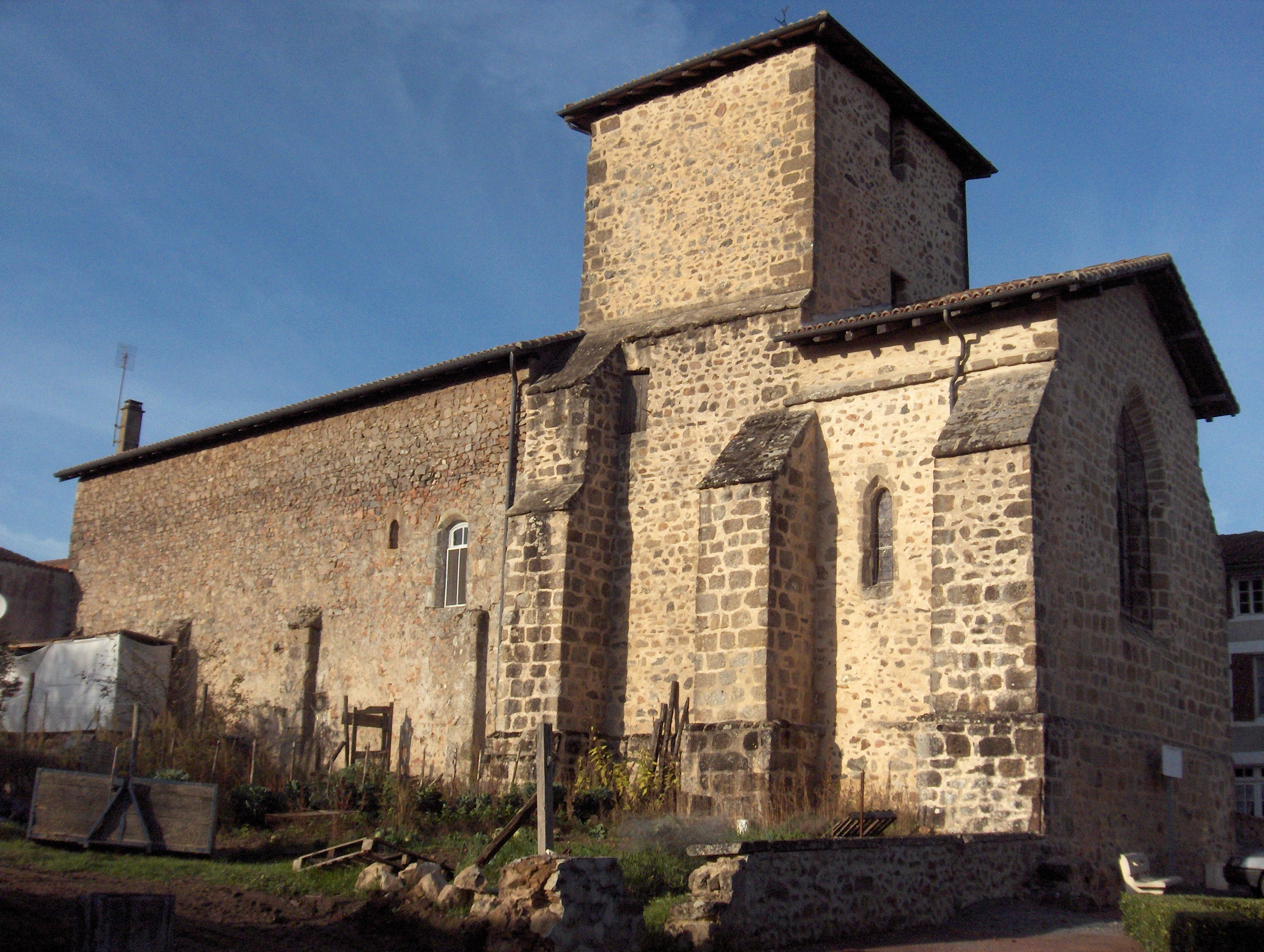
L'église

L'église paroissiale Saint-Genis contient une chaire en bois sculpté du début du XIXe siècle inscrite monument historique au titre objet depuis 1994.
- Chapelle Saint-Jean-Baptiste de Berodeix